# وو كسيغان
وو كسيغان (بالصينية: 吴兴涵) (24 فبراير 1993 بتيانجين في الصين - ) هو لاعب كرة قدم صيني في مركز الوسط. شارك مع منتخب الصين تحت 20 سنة لكرة القدم ومنتخب الصين تحت 23 سنة لكرة القدم. أما مع النوادي، فقد لعب مع شاندونغ لونينغ وShandong Province Youth Football Team ‏.

## وصلات خارجية
- وو كسيغان على موقع قاعدة بيانات كرة القدم.إي يو (الإنجليزية)
- وو كسيغان على موقع Soccerway.com (الإنجليزية)
- وو كسيغان على موقع اللجنة الأولمبية الصينية (الإنجليزية)